# Orquestra Sinfônica de Singapura
A Orquestra Sinfônica de Singapura foi formada em 1979 como uma orquestra profissional com noventa e seis músicos. A orquestra apresenta cinquenta concertos sinfônicos por ano, com um extenso repertório. A orquestra apresenta-se em turnês pela China, República Checa, Alemanha, Grécia, Hong Kong, Hungria, Itália, Japão, Malásia, Espanha, Turquia, Reino Unido e nos Estados Unidos. A orquestra apresenta-se no Esplanade Concert Hall e no Victoria Concert Hall.
O diretor musical da orquestra é Lan Shui, que está na orquestra desde 1997. O maestro residente é Lim Yau, que também dirige o Coral Sinfônico de Singapura. O principal maestro convidado da orquestra é Okko Kamu. O primeiro diretor musical foi Choo Hoey, que ficou na orquestra entre 1979 e 1996, tornando-se diretor emerito.
A orquestra colaborou com o Balé de Houston em 1986, com o Balé da Cidade de Londres em 1992 e com a Ópera Lírica de Singapura em 1994 numa produção de Madama Butterfly.
Em julho 2019, a orquestra anunciou o maestro austríaco Hans Graf como seu maestro principal para o início da temporada 2020/21.